# Kompletteringstrafik
Kompletteringstrafik är i Sverige en form av kollektivtrafik, som går på sträckor där det inte finns annan kollektivtrafik i närheten (mer än 1-2 kilometer) och som förbinder sådana platser med en tätort med service såsom matbutik och vårdcentral, eller en busshållplats för vidare resa till sådan tätort. Kompletteringstrafik går enligt en tidtabell, vanligen en eller några dagar i veckan, normalt två turer per sådan dag så man kan komma till tätorten och sedan hem. De måste förbeställas och priset ska vara samma som om det varit en busslinje där. Färdmedlet kan vara taxibil eller skolbuss. Målgruppen är personer som bor på landsbygden som inte har bil och körkort. Resenärerna ska vara skrivna på en sådan adress. Kommunerna i Sverige har ansvar för att ordna sådan trafik. I Stockholms skärgård förekommer kompletteringstrafik med båt, och helikopter när det är för mycket is.